# Bernhard Keller (Kameramann)
Bernhard Keller (* 1967 in Greifswald) ist ein deutscher Kameramann.

## Leben und Wirken
Nachdem Bernhard Keller eine Ausbildung als Orthopädietechniker absolviert hatte, machte er anschließend eine Schauspielausbildung. Von 1994 bis 2000 folgte dann ein Kamera-Studium an der Hochschule für Film und Fernsehen Potsdam in Potsdam-Babelsberg. Der Spielfilm Mein Stern war Bernhard Kellers Abschlussfilm im Fach Kamera an der Hochschule für Film und Fernsehen Potsdam. Seitdem ist er als freier Kameramann für Spiel- und Dokumentarfilme tätig und hat bei vielen mehrfach ausgezeichneten Filmen die Kamera gemacht.

## Filmografie (Auswahl)
- 2001: Mein Stern
- 2002: Platzangst
- 2003: Struggle
- 2004: Kanegra (Dokumentarfilm)
- 2005: Falscher Bekenner
- 2006: Sehnsucht
- 2006: Fallen
- 2006: Der Palast (Il palazzo)
- 2007: Gegenüber
- 2009: Polar
- 2009: Alle anderen
- 2009: Deutschland 09
- 2009: Dutschke
- 2010: Unter dir die Stadt
- 2011: In den besten Jahren
- 2012: Die Wand
- 2012: Continuity
- 2013: Bella Block: Angeklagt (Fernsehreihe)
- 2013: Tatort: Mord auf Langeoog (Fernsehreihe)
- 2015: Happy Hour
- 2016: Marija
- 2016: Uns geht es gut
- 2017: Frau Temme sucht das Glück (Fernsehserie)
- 2017: Western
- 2017: Tatort: Der Fall Holdt
- 2018: Unser Kind
- 2018: Polizeiruf 110: Der Fall Sikorska
- 2018: Verlorene
- 2019: Sterne über uns
- 2020: Jackpot
- 2020: Auf dünnem Eis
- 2021: Töchter
- 2022: Check out
- 2023: Monster im Kopf
- 2024: Der Wald in mir
- 2024: Familie is nich

## Auszeichnungen
- 2004: Bernhard Keller erhält vom Verband der österreichischen Kameraleute den AAC-Preis Beste Kameraarbeit für Struggle
- 2009: Deutscher Kamerapreis in der Kategorie Bester Kurzfilm für die Bildgestaltung von Polar
- 2017: Günter-Rohrbach-Filmpreis – Preis der Saarland Medien GmbH für Western[1][2]